# Lech Grobelny (polityk)
Lech Józef Grobelny (ur. 6 marca 1936 w Zduńskiej Woli, zm. 27 września 2022 w Maciejowie) – polski polityk, poseł na Sejm PRL VIII kadencji.

## Życiorys
Syn Wacława i Heleny. Uzyskał wykształcenie średnie ogólnokształcące. Mistrz w Fabryce Maszyn Włókienniczych w Zduńskiej Woli. W 1962 wstąpił do Polskiej Zjednoczonej Partii Robotniczej. Członek egzekutywy Komitetu Miejskiego PZPR w Zduńskiej Woli i plenum Komitetu Wojewódzkiego PZPR w Sieradzu. Zasiadał także w Prezydium Miejskiej Rady Narodowej w Zduńskiej Woli, przewodniczący Miejskiego Komitetu Kontroli Społecznej. W latach 1980–1985 pełnił mandat posła na Sejm PRL VIII kadencji w okręgu Sieradz, zasiadając w Komisji Przemysłu Ciężkiego, Maszynowego i Hutnictwa, Komisji Przemysłu Lekkiego oraz w Komisji Przemysłu. Otrzymał Złoty Krzyż Zasługi i Medal 30-lecia Polski Ludowej.
Został pochowany na cmentarzu parafialnym w Zduńskiej Woli.